# Sándor Végh
Sándor Végh (ur. 17 maja 1912 w Kolozsvárze, zm. 7 stycznia 1997 w Salzburgu) – węgierski skrzypek (solista i kameralista), pedagog muzyczny, dyrygent oraz kompozytor.

## Edukacja
Naukę gry na skrzypcach rozpoczął w wieku 6 lat. Od 1926 pobierał nauki u Jenő Hubaya (skrzypce) i Zoltána Kodálya (kompozycja) w konserwatorium w Budapeszcie. Rok później zagrał na koncercie pod dyrekcją Richarda Straussa, a następnie brał udział w koncertach w Holandii, Finlandii, Estonii, Bułgarii i Hiszpanii z udziałem dyrygentów takich jak Willem Mengelberg, Ferenc Fricsay, Josef Krips czy István Kertész .

## Kariera
W połowie lat 30. Végh założył Węgierski Kwartet Smyczkowy , a w 1940 Kwartet Végha.
Brał udział w węgierskiej wersji wykonania Kwartetu smyczkowego nr 5 Béli Bartóka. W tym 1940 został profesorem na Akademii Muzycznej im. Ferenca Liszta w Budapeszcie. On i jego kwartet opuścili Węgry w 1946 roku. Kwartet nadal koncertował do połowy 1970. Végh wykonywał także solowe występy jako skrzypek. Zdobył obywatelstwo francuskie w 1953 roku. W 1962 roku poznał wiolonczelistę Pablo Casalsa, który poprosił Végha, aby dołączył do jego przyjaciół i prowadził zajęcia w Zermatt, Szwajcaria (1953/1962), co roku biorąc udział w Festiwalu Prades (1953/1969). Znalazł satysfakcję z nauczania, a następnie wykładał w Konserwatorium w Bazylei (1953/1963), we Freiburgu (1954/1962), Düsseldorfie (1962/1969) oraz w Mozarteum w Salzburgu (1971/1997). Założył Międzynarodowy Festiwal Muzyki Kameralnej Cervo w 1962 roku. Został odznaczony Orderem Legii Honorowej w 1986 roku. Był doktorem honoris causa uniwersytetów w Warwick i Exeter (1987). Otrzymał Order Imperium Brytyjskiego (CBE) w 1988 roku i złoty medal Salzburga w 1987 roku. Zmarł po krótkiej chorobie w 1997 w szpitalu we Freilassing, w pobliżu Salzburga.